# Condado de Zaránd
El Condado de Zaránd fue una unidad administrativa (condado) del Reino medieval de Hungría y del Principado de Transilvania.

### Edad Media
| Periodo   | Titular             | Monarca  | Notas                                                                                    | Fuente |
| --------- | ------------------- | -------- | ---------------------------------------------------------------------------------------- | ------ |
| c. 1306   | Jacobo Borsa        |          | también nádor de Hungría                                                                 | [ 3 ]  |
| 1324-1330 | Desiderio Hédervári | Carlos I | también fue castellano del castillo de Világos, e ispán de los condados de Sopron y Győr | [ 3 ]  |
| 1330-1331 | Enrique Hédervári   | Carlos I | hijo de Desiderio; también fue castellano del castillo de Világos                        | [ 3 ]  |